# Ґао Їнь
Ґао Їнь (кит.: 高殷; піньїнь: Gāo Yīn; 545–561) — другий імператор Північної Ці з Північних династій.

## Життєпис
Був старшим сином засновника династії Ґао Яна, після смерті якого успадкував трон. Через юний вік нового імператора в державі почалась боротьба за владу. 560 року дядько Ґао Їня Ґао Янь змусив свого не божа зректись престолу та вбив головного міністра Ян Їня. Наступного року, остерігаючись того, що Ґао Їнь захоче повернути собі престол, Ґао Янь наказав його стратити.

## Девіз правління
- Цяньмін (乾明) 560